# Беас

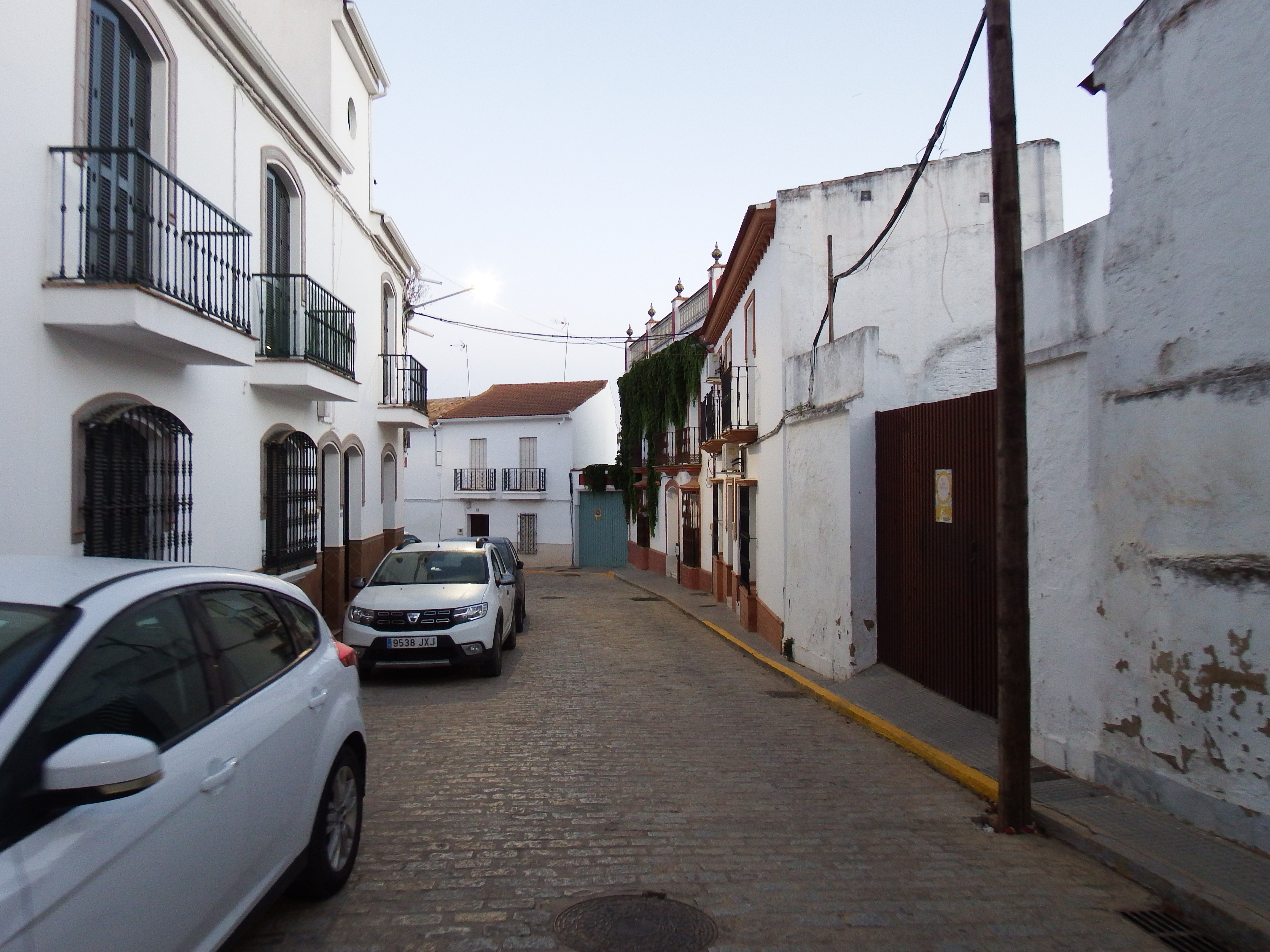

Беас (ісп. Beas) — муніципалітет в Іспанії, у складі автономної спільноти Андалусія, у провінції Уельва. Населення — 4336 осіб (2010).
Муніципалітет розташований на відстані близько 430 км на південний захід від Мадрида, 23 км на північний схід від Уельви.
На території муніципалітету розташовані такі населені пункти: (дані про населення за 2010 рік)
- Беас: 3995 осіб
- Кандон: 132 особи
- Фуенте-де-ла-Корча: 56 осіб
- Наваермоса: 8 осіб
- Ель-Аламо: 60 осіб
- Ерміта-де-Кларінес: 85 осіб

## Демографія
Динаміка населення (INE ):